# Andrij Antonow
Andrij Ołeksandrowycz Antonow, ukr. Андрій Олександрович Антонов (ur. 3 marca 1968 w Kirowohradzie, Ukraińska SRR) – ukraiński trener piłkarski.

## Kariera trenerska
Karierę szkoleniowca rozpoczął w 2005. Najpierw szkolił dzieci w Szkole Sportowej nr 2 w Kirowohradzie, a w latach 2009-2010 w Szkole Sportowej Zirka-Spartak Kirowohrad. Od 1 lipca 2010 do 22 października 2011 pracował jako dyrektor Zirki Kirowohrad. Również do 30 marca 2012 kierował Szkołą Sportową Zirka Kirowohrad. Od 9 do 30 listopada 2011 pełnił obowiązki głównego trenera Zirki Kirowohrad. Potem kierował Akademią Zirka Kirowohrad